# Zuid-Osseetse presidentsverkiezingen 2006
In de Georgische afscheidingsrepubliek Zuid-Ossetië vonden op 12 november 2006 presidentsverkiezingen plaats die met uitzonderlijke cijfers gewonnen werd door president Edoeard Kokojti. Er werd ook een referendum gehouden over de onafhankelijkheid van Zuid-Ossetië, waarin 99,9% voorstemde. Op dezelfde dag vond er een alternatieve verkiezing plaats vanuit het Georgisch gecontroleerde gebied en georganiseerd door de Zuid-Osseetse oppositie. Deze werd gewonnen door voormalig Zuid-Osseets premier Dmitri Sanakojev die een half jaar later door Tbilisi erkend werd als leider van de Zuid-Osseetse Administratie dat toezag op de door Georgië in het leven geroepen 'Provisionele Territoriale Eenheid Zuid-Ossetië'. 
Vrijwel de gehele internationale gemeenschap, inclusief Georgië, beschouwde de verkiezing van Kokojti als illegaal en erkende deze niet.

## Achtergrond
De verkiezing van 2006 voltrok zich in een oplopend spanningsveld tussen Georgië enerzijds en Zuid-Ossetië en Rusland anderzijds. Na de Rozenrevolutie maakte president Micheil Saakasjvili het herstel van het gezag over de afvallige regio's speerpunt van beleid. In 2004 deed Georgië een mislukte poging dat gezag over Zuid-Ossetië te herstellen, en sindsdien verslechterde de relatie met de separatistische Zuid-Osseetse autoriteiten en met Rusland. In brede zin begon de groeiende geopolitieke kloof tussen het Westen en Rusland, onder meer door Kosovo, ook een rol te spelen in Rusland's houding ten aanzien van de Georgische separatistische regio's. De relatie tussen Moskou en Tbilisi raakte nog meer gebrouilleerd met de Georgisch-Russische spionagecontroverse in september 2006.
In datzelfde najaar werd de oppositiebeweging Reddingsunie van Osseten opgericht door Zuid-Osseten die onder de eerste president Ljoedvig Tsjibirov (1996-2001) hadden gediend. Zij organiseerden vanuit het Georgisch gecontroleerde Eredvi een parallelle leiderschapsverkiezing, waarvoor Dmitri Sanakojev kandidaat was. Hij was in 2001 premier onder president Tsjibirov en werd door Edoeard Kokojti na diens eerste verkiezing ontslagen. De alternatieve verkiezing leidde tot woede van de separatistische autoriteiten, die dit een provocatie en poging tot confrontatie vonden. Zij zagen hier de hand van de Georgische regering in.
De twee kampen hielden ook elk een eigen referendum met een diametrale vraagstelling. De separatisten vroegen nog eens om de electorale bevestiging van de onafhankelijkheidsverklaring van 1992, terwijl de oppositie de kiezers vroeg of ze een staatkundige toekomst binnen de Georgische staat wilden. Dit zette de verhoudingen, de campagne maar ook de prestigebelangen van de uitslag op scherp. De Georgische gemeenschap in Zuid-Ossetië kon en wilde ook niet meedoen met de separatistische verkiezingen.

## Kandidaten
Voor de presidentsverkiezing van 12 november 2006 stelde president Edoeard Kokojti zich herkiesbaar als kandidaat van zijn Eenheidspartij. Kokojti's tegenstanders waren de werkloze Oleg Gabodze, het ambtelijk hoofd van de gemeente Tschinvali Inal Poechajev en KGB officer Leonid Tibilov die ook leiding gaf aan de Zuid-Ossetische delegatie in de Joint Control Commission, de vredesoperatie als gevolg van de oorlog in 1991-1992.

## Resultaten
De drie tegenkandidaten maakten geen schijn van kans tegen Kokojti, die volgens de bekendgemaakte cijfers met 98,1% van de stemmen werd herkozen, bij een geclaimde opkomst van 95,1%. De uitslag van het referendum was zo mogelijk nog eensgezinder: slechts 60 van de 52.378 kiezers stemden tegen de onafhankelijkheid van Zuid-Ossetië.
Dmitri Sanakojev, premier van Zuid-Ossetië onder president Ljoedvig Tsjibirov en in 2001 ontslagen door de toen nieuw gekozen Edoeard Kokojti, werd in de alternatieve verkiezing verkozen tot tegenpresident. In het referendum dat de oppositie organiseerde zou 94% van de ongeveer 55.000 geclaimde kiezers gestemd hebben voor een federatief staatsmodel in de relatie tussen Zuid-Ossetië en Georgië. De Georgische regering erkende in mei 2007 de regering Sanakojev als de Zuid-Ossetische Administratie, dat vanuit het Zuid-Ossetische Koerta net buiten Tschinvali toezag op de door Tbilisi in het leven geroepen 'Provisionele Territoriale Eenheid Zuid-Ossetië'.
|                                                                          | Edoeard Kokojti              | Eenheidspartij               | 51.150 | 98,06  |  |  |
|                                                                          | Leonid Tibilov               | Onafhankelijk                | 476    | 0,91   |  |  |
|                                                                          | Inal Poechajev               |                              | 194    | 0,37   |  |  |
|                                                                          | Oleg Gabodze                 |                              | 175    | 0,33   |  |  |
| Tegen allen                                                              | Tegen allen                  |                              | 168    | 0,32   |  |  |
| Totaal                                                                   | Totaal                       | Totaal                       | 52.163 | 100,00 |  |  |
|                                                                          |                              |                              |        |        |  |  |
| Geldige stemmen                                                          | Geldige stemmen              | Geldige stemmen              | 52.163 |        |  |  |
| Ongeldige / verloren stemmen                                             | Ongeldige / verloren stemmen | Ongeldige / verloren stemmen | 280    |        |  |  |
| Totale stemmen                                                           | Totale stemmen               | Totale stemmen               | 52.443 |        |  |  |
| Kiesgerechtigden / opkomst                                               | Kiesgerechtigden / opkomst   | Kiesgerechtigden / opkomst   | 55.163 | 95,07  |  |  |
| Bronnen uitslag: RES Agency, Civil Georgia en International Crisis Group |                              |                              |        |        |  |  |

## Waarnemers
Er werden door internationale organisaties in Europa die verkiezingen waarnemen zoals het Bureau voor Democratische Instellingen en Mensenrechten (ODIHR) van de OVSE, de EU, de Parlementaire Vergadering van de Raad van Europa (PACE) en anderen geen missies gestuurd, omdat zij de verkiezingen als illegaal beschouwen. De autoriteiten in Zuid-Ossetië rekruteerden in samenwerking met Rusland waarnemers uit sympathiserende kringen voor een vorm van internationale legitimatie. Bij de verkiezingen van 2006 waren enkele tientallen van dergelijke waarnemers aanwezig via de 'Gemeenschap voor democratie en rechten van staten' uit met name Rusland, maar ook uit Venezuela, Oekraïne, Spanje, Duitsland, Polen, Oostenrijk, Zweden, Letland, Jordanië en Kosovo.

## Reacties
- Georgië - Parlementslid Bakradze zei dat "geen enkele verkiezing als legitiem kan worden beschouwd totdat het conflict in Zuid-Ossetië is opgelost", verwijzend naar de separatistische verkiezing. Over de alternatieve oppositieverkiezing zei hij juist dat "dit er op wijst dat de bevolking van de regio niet gemanipuleerd wil worden door het criminele regime van Edoeard Kokojti of geregeerd wil worden vanuit Rusland. De mensen willen gewoon vrede en onderhandelingen met de Georgische zijde".[14]
- Europese Unie - Finland liet als roterend voorzitter namens de EU weten dat "het 'referendum' in is tegenspraak met de soevereiniteit en territoriale integriteit van Georgië binnen zijn internationaal erkende grenzen. De EU is van oordeel dat de situatie in Zuid-Ossetië de vrije uiting van de wil van het volk niet mogelijk maakte".[15]
- NAVO - Secretaris-generaal Jaap de Hoop Scheffer van de NAVO zei in een verklaring de verkiezingen te veroordelen en af te wijzen, en voegde daaraan toe dat "dergelijke acties geen ander doel hebben dan de spanningen in de zuidelijke Kaukasus te vergroten".[16][15]
- RvE - Secretaris-generaal van de Raad van Europa Terry Davis stelde in een verklaring dat "de resultaten niet zullen worden erkend door de internationale gemeenschap, de stemming heeft niets bijgedragen aan het zoeken naar een vreedzame politieke oplossing en de omstandigheden waaronder deze is uitgevoerd, met name het feit dat etnische Georgiërs geen stemrecht kregen, maakt het zelfs als indicatieve peiling irrelevant".[15]
- Verenigde Staten - Het Amerikaanse Department of State stelde in een verklaring de verkiezingen niet te erkennen en sprak steun uit voor de Georgische territoriale integriteit. De ambassadeur van de VS bij de OVSE stelde verder dat "de internationale gemeenschap duidelijk heeft gemaakt dat Zuid-Ossetië deel uit maakt van Georgië". De woordvoerder van het Department of State zei verder dat "deze acties alleen maar zullen dienen om de spanningen te vergroten en de aandacht af te leiden van de noodzaak om het conflict vreedzaam op te lossen".[17] De Amerikaanse diplomaat
- RUS - Het Russische ministerie van buitenlandse zaken verraste met een koerswijziging. Het zei op 13 november 2006 dat "ongeacht de pogingen van Tbilisi en sommige westerse landen om het belang van deze gebeurtenis te bagatelliseren, het is nog steeds van significante aard. Het zou kortzichtig zijn om er geen rekening mee te houden", verwijzend naar het referendum over onafhankelijkheid. Het stelde tevens dat de alternatieve verkiezing georganiseerd door "avonturiers" een poging was om de "eerlijke" verkiezingen van Zuid-Ossetië te delegitimeren, en waarschuwde Tbilisi tegen stappen die kunnen leiden tot een militaire confrontatie.[15] De leider van de Russische deelrepubliek Noord-Ossetië Taymoeraz Mamsoerov gaf aan de verkiezing en het referendum "een overwinning van de democratie" te vinden en "een bevestiging van de historische keuze van het Ossetische volk om onafhankelijkheid na te streven".[18]